# 배소연
배소연은 대한민국의 가수이다.
현재 거주지는 서울특별시이다.

## 데뷔
- 2005년 1집 앨범 "사랑받고 싶어요"

## 음반
- 2005년 사랑받고 싶어요
- 2008년 연인
- 2014년 두 번 다시

## 수상
- 1994년 광주문화방송 노래마당 최고상
- 1995년 전남∙광주 주부가요제 금상 수상
- 1996년 가요세상 최우수상
- 1997년 KBC 열창무대 우수상, 재대결 최고상
- 1998년 도전! 주부가요스타 우수상
- 2004년 제1회 대한민국 연예예술상 가수부문 일반무대상
- 2005년 제12회 광주예술문화상 공로상
- 2010년 제11회 대한민국 연예문화상 성인가요부문 우수상
- 2010년 제18회 대한민국문화연예대상 성인가요 발전상
- 2010년 제32회 세계한민족평화통일단체총연합 사회봉사상
- 2010년 제11회 대한민국 문화예술대상 성인가요 신인가수상
- 2010년 제17회 대한민국 연예예술상 연예예술인 사회봉사상
- 2012년 사단법인 한국예술문화단체총연합회 연예예술발전부문 한국예술문화단체총연합회장상
- 2012년 제19회 대한민국 연예예술상 연예예술발전상(예총회장상) 수상
- 2013년 사단법인 한국가수연합회 10대 가수상
- 2014년 제20회 대한민국 연예예술상 연예예술발전 공로상(아름다운 나눔상)
- 2014년 단국대학교 문화예술대학원 제14기 문화예술최고경영자과정 수료
- 2015년 제21회 대한민국 연예예술상 연예예술발전공로상(예총회장상)